# Водонапірна вежа (Вінниця)
Водонапірна вежа — історична інженерна споруда на Європейській площі у місті Вінниця, зведена в 1911 році, а введена в експлуатацію в 1912 році згідно з проєктом архітектора Григорія Артинова. Спочатку використовувалась як водонапірна вежа, каланча та головний міський годинник. Після Другої світової війни у вежі облаштували комунальні квартири для працівників міського водоканалу, будівля використовувалася ними як житло до 1977 року. З 1978 по 1985 роки тривала реконструкція вежі з добудовою та її пристосуванням під музей. Статус пам'ятки місцевого значення має від 17 лютого 1983 року. З 1985 по 1992 роки у вежі працювали Музей меморіалу революційної та бойової слави міста Вінниці, а з 1993 по 2022 роки - Музей пам'яті воїнів Вінниччини, загиблих в Афганістані (Музей воїнів-афганців). Обидва музеї були філіями Вінницького обласного краєзнавчого музею. Від 2000 року, згідно із рішенням міської ради, вежа внесена до переліку міської символіки. Рішенням №1131 Виконавчого комітету Вінницької міської ради 11 червня 2020 року вежу передано на баланс Центру історії Вінниці (з 1 лютого 2022 року - Музею Вінниці ) , а з 25 вересня 2024 року уся вежа доступна для відвідувачів (включно з оглядовим майданчиком).

## Архітектура
Сучасна вежа відрізняється від свого початкового вигляду. Такою вона стала в результаті реконструкції 1978-1985 років згідно з проєктом архітекторів Євгена Пантелеймонова та Володимира Спусканюка. Це восьмиярусна та витягнута в периметрі восьмикутна будівля (в межах 1-го поверху мінімальна вісь — 8,25 м, максимальна — 13,4 м), яка в перерізі має два кола, поєднаних в місці дотику (нагадуючи "8" або "∞"). Перший поверх рустований для створення ефекту постаменту, наступні п‘ять ярусів із червоної цегли розділяються між собою пілястрами та лжеарками, а замикає будівлю купол з надбудовою-башточкою, на якій знаходиться оглядовий майданчик (на висоті 30 м над рівнем тротуару). Загальна висота споруди — 41 м. Товщина стін в межах 1-го поверху сягає 2 м поступово зменшуючись до 1,5 м товщини на рівні 5-го поверху. Такий запас міцності конструкції був продиктований необхідністю витримати не лише масу споруди, але й додаткову масу води (максимально - 123 т), яка зберігалася в резервуарах на рівні 6-го поверху.
Основна зовнішня відмінність між початковим проєктом вежі та тим, який є після реконструкції — інша форма і розміри башточки-надбудови над куполом, інший колір стін (раніше були вибілені, а руст був сірий), а також розташування годинників з циферблатами: раніше вони знаходилися з чотирьох сторін купольної башточки-надбудови, а після реконструкції змістилися нижче (на рівень 6-го поверху).

## Годинник та його мелодії

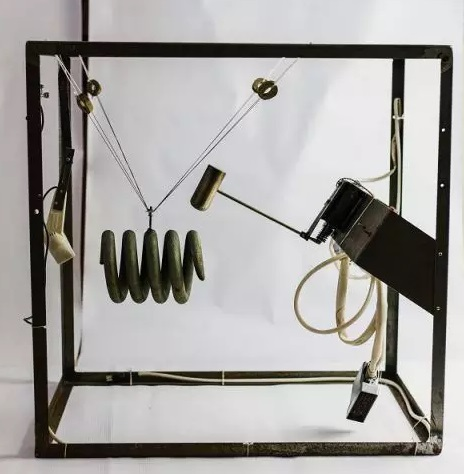
Звуковий механізм, який працював у вежі з 1985 по 2006 рр. Його створив інженер ЦКБІТу Борис Бронштейн

Годинник вгорі водонапірної вежі був запроєктований архітектором Григорієм Артиновим з самого початку і доповнював образ споруди, яка своїм виглядом мала нагадувати європейську ратушу. Цей часомір, який запрацював практично одночасно з годинником на міській Думі, є першим вінницьким вуличним годинником, з яким вінничани регулярно звіряли свій час. У зв’язку з тим, що вгорі вежі на башточці-надбудові поєднувалися годинник та спостережний пожежний пункт, проєкт даху тричі змінювався. Спочатку планувалося встановлення годинникового механізму з чотирма мідними циферблатами, який коштував понад 3 тисячі рублів. Саме тому обрали дешевший варіант з напівпрозорими циферблатами молочного кольору. Проте остаточна вартість й цього варіанту суттєво перевищила попередні розрахунки і склала 3210 рублів. Годинник складався з гирьового механізму, який розміщувався в спеціальній захисній шафі; з 4-х напівпрозорих циферблатів зі стрілками, які з допомогою осей поєднувалися з механізмом; бронзового дзвону. Вага всієї конструкції складала понад 1327 кг (81 пуд). Встановленням та налагодженням годинника на вежі у 1912 році займався окремий підрядник – Л.І. Залізник. В того годинника була і своя мелодія: щопівгодини та щогодини своїм боєм у дзвін він допомагав вінничанам орієнтуватися у часі. З більшовицькою окупацією міста в 1920 році часомір та його звуковий механізм припинили роботу, а під час Другої світової війни були остаточно знищені.
Лише після завершення реконструкції вежі і відкриття в ній музею у 1985 році почали працювати над створенням нового годинника. Тепер він став електричним, почав працювати від мережі 220 вольт і складався з окремих чотирьох годинникових механізмів, які встановили на місці центральних вікон шостого поверху. Новий механізм був спроєктований московським науково-дослідним інститутом «Часпром» та вінницькими спеціалістами ЦКБІТ – Центрального конструкторського бюро інформаційної техніки. Обладнання механізму було вироблено чехо-словацьким концерном «Тесла». Співробітниками ЦКБІТу було створено єдиний блок управління, що керував чотирма годинниковими механізмами. Нову звукову систему створив інженер ЦКБІТу Борис Бронштейн  «кустарним» способом – залізний молоток бив у спеціально закріплену амортизаційну пружину від залізничного вагону, а звук, який виникав, підсилювали і виводили через гучномовці. Саме в той час на вежі з'явилися і сучасні циферблати, щоправда тоді вони були пофарбовані у бордовий колір. Годинні стрілки з того часу не змінилися, кожна з них важить 2,3 кг та має довжину 1 м, а хвилинні – 1,8 кг та 1,3 м. Загальна вага всього механізму кожного годинника становила 24 кг. Перший варіант годинника був введений в експлуатацію у 1985 році, але вже за кілька років – у 1988 році – було проведено його першу модернізацію. У 2006 році відбулася чергова заміна блоків управління годинниками, яку здійснив кампаніст (годинникар) зі Львова – Олексій Бурнаєв. Він створив для кожного годинникового механізму свій блок керування. На жаль, електроніка була чутлива до атмосферних перепадів температури та тиску, а тому часто виходила з ладу. Задля зменшення кількості аварійних ситуацій у 2021–2023 роках було проведено модернізацію чотирьох годинникових механізмів: встановлено нові електронні блоки управління годинниками (БУГ) на основі мікропроцесорної системи (вони мають власні назви: «БУГ-Північ», «БУГ-Південь», «БУГ-Схід» та «БУГ-Захід»), відремонтовано редуктори годинних і хвилинних стрілок, самі стрілки очищено, пофарбовано і збалансовано. Відтепер годинники можуть зберігати працездатність при температурах від -20 до +50 градусів за Цельсієм та працювати автономно до 48 годин в разі відключення електропостачання. За потреби годинниками можна керувати дистанційно та оперативно отримувати інформацію про їхній стан. Обертання стрілок годинникового механізму здійснюється презиційним – таким, що вирізняється найвищою точністю – двигуном постійного струму, виготовленим у Швейцарії. Роботи виконали спеціалісти вінницького підприємства ТОВ «Аналітика».
Перші мелодії перед ударами дзвонів з'явилися на вежі ще у 2015 році. Мелодії вмикали щогодини з 9:00 до 22.00, а після звучання пісні годинник давав довгий бій. Тоді можна було почути Гімн України, "Щедрик", пісні "Два кольори", "Рушник", "Час рікою пливе", "Реве та стогне Дніпр широкий".  Згодом від такої ідеї відмовилися, залишили лише Гімн України, який лунав щодня о 9:00 до грудня 2021 року, та "Щедрик", який лунав о 12:00, 15:00 та 18:00 . 
До Дня міста 13 вересня 2021 року з ініціативи директора Центру історії Вінниці Олександра Федоришена, за технічного супроводу й волонтерської допомоги в обробці композицій Назарія Давидовського, Миколи Андрущенка та Володимира Бахнівського, з вежі перед ударами дзвонів почали лунати нові мелодії: о 9:00 – Гімн України, о 12:00 – марш "Стяг" (популярна композиція часів Української революції 1917-1921 років), о 15:00 – "Подоляночка", о 18:00 – "Щедрик", а о 21:00 – "Ода до радості" .

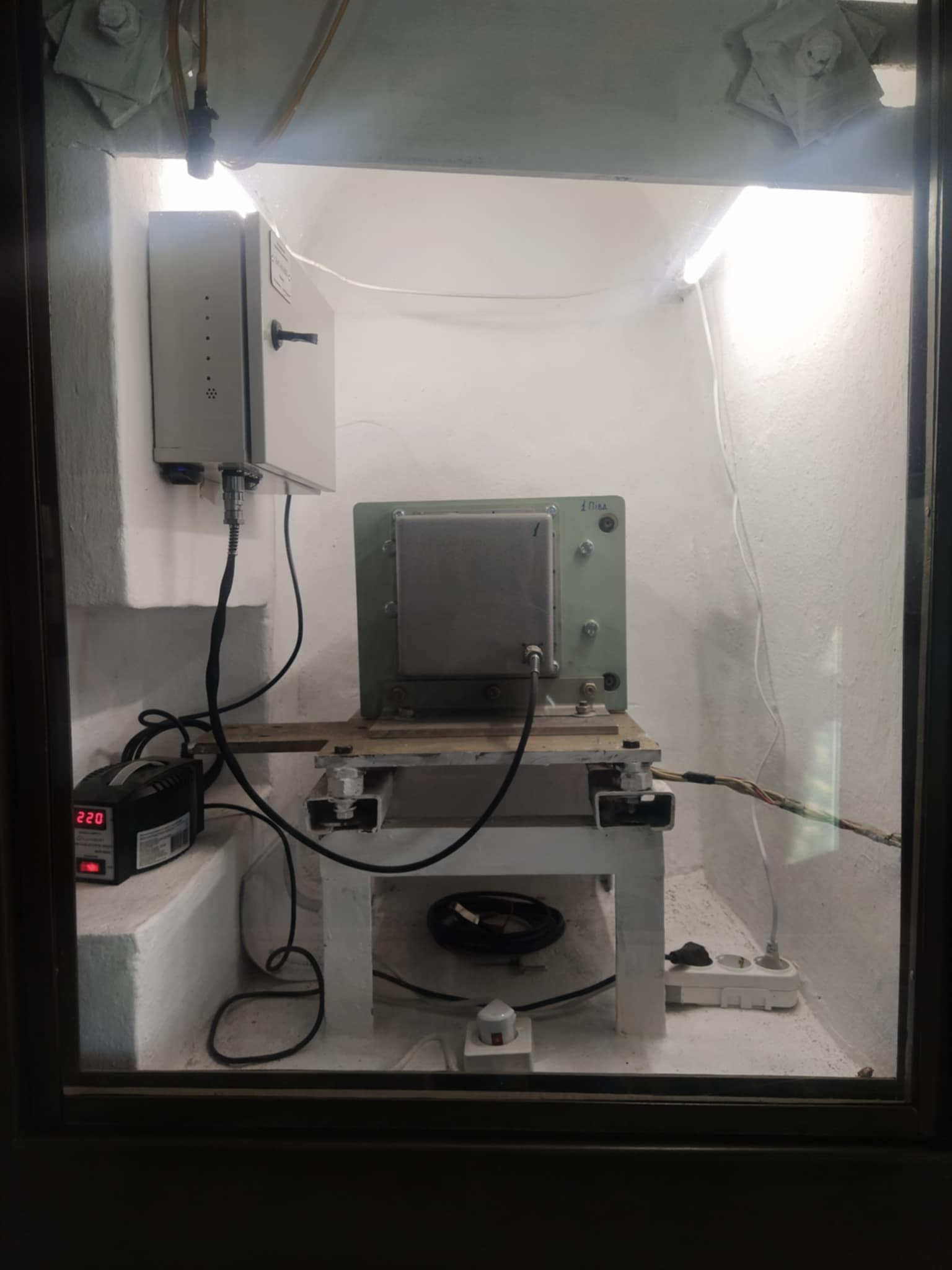
Такий вигляд після модернізації в 2023 році має механізм головного годинника №1 (його циферблат спрямований на вулицю Соборну та міську раду)

19 грудня 2021 року, на час сезону зимових свят, на вежі оновили мелодії. Це українські колядки "Добрий вечір тобі, пане господарю” (лунала о 15:00) і “Нова радість стала” (лунала о 9:00), а також світові різдвяні хіти “Stille Nacht” (з нім. “Тиха ніч”, лунала о 21:00) і “Jingle bells” (з англ. “Дзвін дзвіночків”, лунала о 12:00). Єдина мелодія, що залишилась на своєму місці — “Щедрик”. Наприкінці січня 2022 року на вежі повернули попередні мелодії.
З 25 квітня 2022 року було додано кілька нових мелодій: відтепер о 15:00 "Подоляночка" була замінена мелодією пісні "Ой у лузі червона калина", а о 21:00 замість "Оди до радості", зазвучала "Молитва за Україну". О 10:00, 11:00, 13:00, 14:00, 16:00, 17:00, 19:00 та 20:00 перед ударами дзвонів почала лунати власна мелодія – це оброблена і трохи переосмислена частина музичних позивних вінницького радіо, які ще наприкінці 1990-х використовувались в ефірі.
24 лютого 2023 року - до роковин російського повномасштабного вторгнення - з головного міського годинника почала лунати композиція "Il Silenzio" (Тиша). "Il Silenzio" була написана як меморіальна композиція до 20-річчя визволення Нідерландів у 1965 році. Її створив італійський музикант і композитор Ніні Россо. Мелодія вважається варіацією американського військового сигналу «Taps». Россо під час створення нової композиції використовував за основу також військовий сигнал італійських кавалеристів. Мелодія набула величезної популярності у світі. Серед іншого її виконували під час різноманітних меморіальних заходів. Саме під час загальнонаціональної хвилини мовчання о 9:00 вона і почала звучати з вежі у Вінниці. Гімн України почав лунати з вежі о 12:00. Решта мелодій -  "Ой у лузі червона калина", "Щедрик" та "Молитва за Україну" - залишилися без змін.
1 грудня 2023 року на вежі на час зимових свят традиційно оновили мелодії. Як і в попередні два роки, о 15:00 та о 21:00 з вежі лунали "Добрий вечір тобі, пане господарю" та "Тиха ніч". "Il Silenzio", Гімн України та "Щедрик" залишилися на своїх місцях, тобто їх можна було почути о 9:00, 12:00 та 18:00 відповідно. А новинкою стала композиція "Deck the Halls" (укр. «Прикрашаймо наші хати»), яка тимчасово замінила на вежі музичний позивний вінницького радіо. Протягом дня її можна було почути цілих вісім разів: о 10:00, 11:00, 13:00, 14:00, 16:00, 17:00, 19:00 та 20:00. . В січні 2024 року на вежі повернули попередні мелодії.
До Дня Святого Миколая - 6 грудня 2024 року - на час різдвяно-новорічних свят вкотре було замінено мелодії на вежі. Хоч і в інші години, але як і в попередні три роки, з вежі залунали колядки "Добрий вечір тобі, пане господарю" (о 12:00), "Нова радість" (о 15:00) та "Тиха ніч" (о 21:00), а замість музичного позивного вінницького радіо, як і минулоріч, залунала композиція "Deck the Halls" (укр. «Прикрашаймо наші хати»). Сурма пам'яті "Il Silenzio" (о 9:00) та "Щедрик" (о 18:00) залишилися без змін. Після Водохрещі за новоюліанським календарем - 6 січня 2025 року - вежа повернулася до "літнього" переліку мелодій, які лунали і минулоріч. 
Влітку та восени 2025 року актуальними є такі мелодії на вежі: о 9:00 – сурма пам'яті "Il Silenzio", о 12:00 – Гімн України, о 15:00 – мелодія пісні "Ой у лузі червона калина", о 18:00 – "Щедрик", о 21:00 -  "Молитва за Україну", а о 10:00, 11:00, 13:00, 14:00, 16:00, 17:00, 19:00 та 20:00 перед ударами дзвонів лунає мелодія позивного вінницького радіо.

## Історія

### Передумови
Поява водонапірної вежі обумовлена стрімким еволюційним розвитком загальноєвропейського містобудування. Він полягав у використанні передових на той час технічних досягнень та винаходів, які забезпечували комфорт міщанина: електрифікація, зокрема електричне освітлення та електротранспорт, вулиці з твердим покриттям (бруківка, асфальт), холодне та гаряче водопостачання, телефон, ліфт, централізоване опалення, каналізація, вентиляція тощо. Частину цих функцій і виконувала водонапірна вежа. Саме вона забезпечувала централізоване водопостачання у адміністративні та громадські будівлі, фешенебельні готелі та осібні будинки заможних вінничан. Важливо зазначити, що централізоване водопостачання не лише спрощувало та робило комфортнішим життя вінничанам, але й забезпечувало належний рівень санітарії, зменшувало ризик поширення інфекційних та вірусних хвороб (холери, гепатиту).

### Водонапірна вежа і каланча
У 1911 році за проєктом Григорія Артинова в центрі міста в північно-східному кутку міського скверу (нині – Європейська площа) була зведена водонапірна вежа, що поєднувала функції технічної споруди міського водогону та пожежної каланчі, для цілей якої був пристосований верхній ярус. Вежа елегантно вписалася у тодішній архітектурний ландшафт нашого міста і за задумом архітектора мала викликати асоціації з вежею ратуші, нагадуючи таким чином про історичний та культурний зв'язок міста з Європою.

Водонапірна вежа. 1918 рік

Договір на будівництво було укладено 1 грудня 1910 року між Вінницькою міською управою з однієї сторони та підрядниками - одеським купцем Мануїлом Рамером, вінницькими купцями Хаїмом Зіскіндом і Мойсеєм Неєром. Планувалося, що будівництво усіх споруд водогону триватиме з 2 січня по 1 листопада 1911 року. Стіни вежі було зведено вже 15 липня 1911 року. Однак подальше виконання затягнулося через затримку фінансування, необхідність проведення додаткових робіт і випробувань, усунення недоліків тощо. Тому вежа повноцінно запрацювала та була введена в експлуатацію лише влітку 1912 року. 
Перший водогін у Вінниці, роботу якого забезпечувала башта, мав протяжність 1,3 км та продуктивність 600 м3 на добу. Забірна труба знаходилася посеред Південного Бугу, поряд з сучасним Київським мостом, оскільки там берег річки і дно були скелясті, і, відповідно без намулу, а вода була на той час відносно чиста і прозора. Вода через металеву решітку по залізних трубах спочатку надходила до відстійника на території півострова Бригантина, а далі подавалася у 2 фільтри загальною площею 213 м2, які складалися із декількох шарів природних матеріалів різної товщини та структури: піску, гравію, щебеню та шматків граніту більшого розміру. Далі відфільтрована вода потрапляла у збірний колодязь, звідки її двома електронасосами потужністю 40 кінських сил  постачали до водонапірної вежі залізними трубами, прокладеними під вулицею Театральною (сучасна - Миколи Оводова). Електронасоси працювали від міської електростанції, яка знаходилася на місці сучасної Вінницької ТЕЦ. У вежі вода наповнювала дві чавунні цистерни загальною ємністю 123 м3, звідки вона надходила до довколишніх будинків. Для того, щоб взимку вода  не замерзала, цистерни обігрівали пічним опаленням, для якого на даху вежі облаштували чотири димарі.
Окрім функції водогону вежа слугувала для потреб міської пожежної служби. На самому вершечку вежі було облаштовано оглядовий майданчик для пожежників. З цього місця усе місто було як на долоні, тому будь-яку загрозу пожежі було помітно відразу. Спеціально встановленим дзвоном черговий подавав сигнал про небезпеку і пожежна команда відправлялася на ліквідацію вогняної стихії. А вздовж лінії водогону по вулицях були встановлені пожежні гідранти, які не лише спрощували доступ вогнеборцям до води, але й вперше в історії міста дозволяли подавати її під тиском до ще палаючої будівлі.
Відомо, що з 1914 р. на вежі працював черговий інженер Віктор Плихта, в обов’язки якого входило слідкувати за лічильниками та регулювати витрати води. Задля забезпечення роботи стратегічного об'єкту в роки Першої світової війни міська влада забронювала цього співробітника від мобілізації. 

### Військовий спостережний пункт

Радянський прапор над вежею. 20 березня 1944 року

В роки німецько-радянської війни (1941–1945), ще залишаючись найвищою будівлею Вінниці, вежа виконувала, крім основних, функції військового спостережного пункту за містом, околицями та повітряним простором, зокрема використовувалася і як точка коригування вогню. З такою метою її використовували як вояки Червоної армії, так і солдати Вермахту. Останні, до речі, мали розгалужену міську мережу спостережних пунктів, до якої і входила вежа. Під час захоплення міста німцями 19-20 липня 1941 року було пошкоджено оглядовий майданчик вежі, розбиті скляні циферблати годинника та шибки у вікнах на декількох поверхах, а 19 березня 1944 року, коли радянські артилеристи з території Старого міста обстрілювали середмістя, по вежі було кілька влучань, сліди яких і дотепер збереглися на рівні 5-го та 6-го поверхів поруч з головним циферблатом сучасного годинника. Наступного дня - 20 березня 1944 року - над оглядовим майданчиком вежі було почеплено радянський прапор, який символізував повний контроль над містом. Цьому передувала ціла військова спецоперація із захоплення та розміновування вежі, яку реалізували радянські розвідники Кузьма Кайдалов, Костянтин Кізяєв, Олександр Лоскутов, Петро Мільнер, Федір Оленчиков під керівництво командира Ісайї Беккера (був першим комендантом Вінниці після вигнання німецьких військ). Безпечний та непомітний шлях підходу до вежі розвідникам особисто показував тоді 13-річний вінничанин Павло Русанов.

### Комунальний будинок

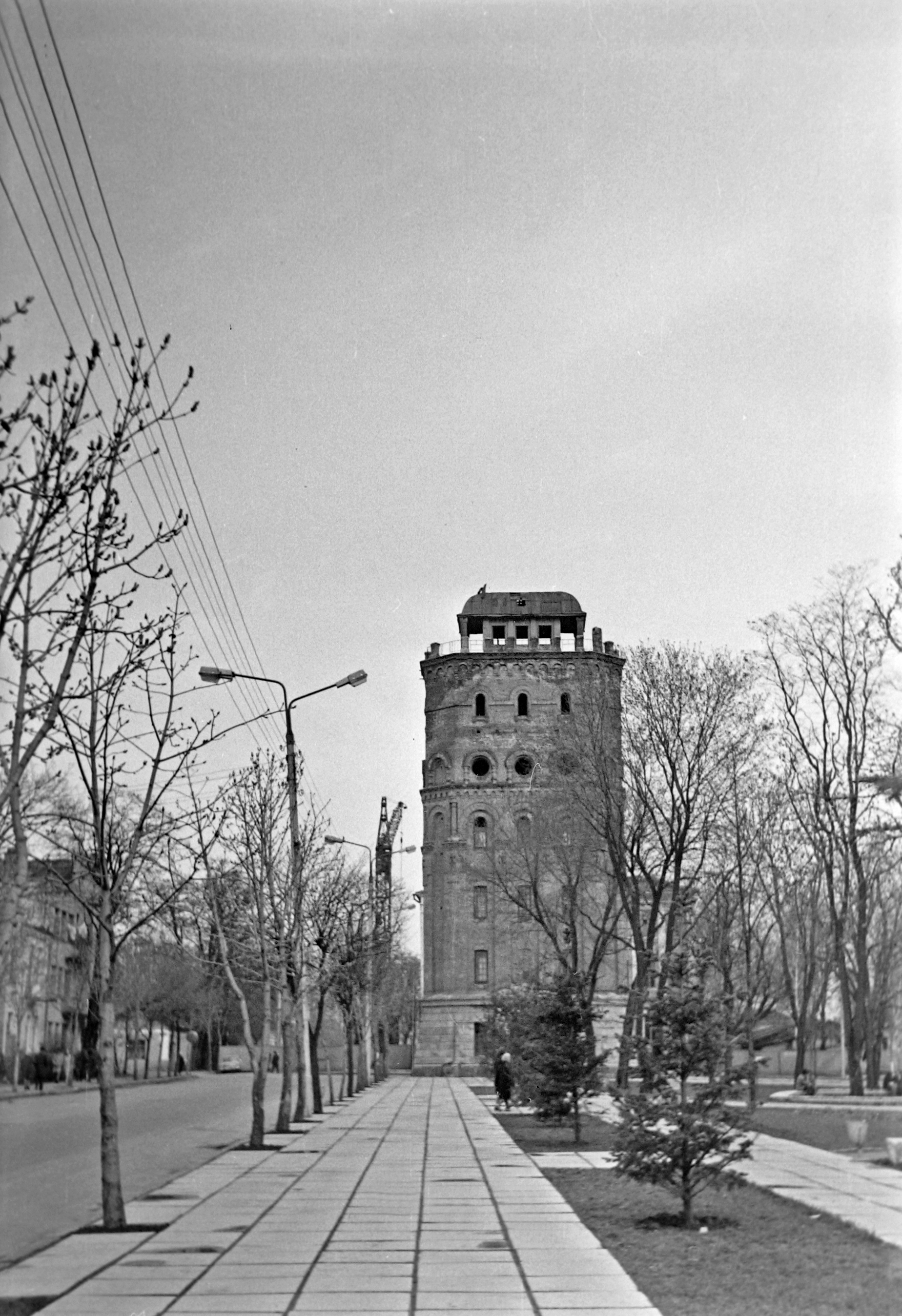
Вежа в 1970-х роках. В ній у той час проживали працівники водоканалу

Після  німецько-радянської війни у вежі облаштували комунальне житло, в якому розмістили працівників міського водоканалу з їхніми родинами. Це був вимушений крок, оскільки понад 1880  житлових будинків у Вінниці були зруйновані й існував гострий дефіцит житла. Багато містян в цей час оселилися не лише в підвалах та на горищах вцілілих будинків, але й в нашвидкоруч зведених дерев'яних бараках та землянках. Тому комунальні квартири у вежі вважалися ще доволі комфортними в порівнянні з інших житлом. В будинку були демонтовані старі труби, відсутні водогін, каналізація, газ та централізоване опалення, і лише з часом в помешканнях з'явилася електрика. Для забезпечення власних санітарних потреб квартиранти носили воду відрами (й так само виносили нечистоти), опалювали кімнати переносними металевими пічками (т.зв. "буржуйками"). З часом вежа зазнавала природних руйнувань, адже її ремонтом ніхто не займався. Особливо постраждав дах, конструкція якого була змінена, годинник демонтований, а пожежний спостережний пункт переобладнаний і проіснував до 1957 року.  Згодом справа дійшла до критичної межі – на початку 1970-х років вежу планували знести через незадовільний технічний стан та ідеологічну «невідповідність образу соціалістичного міста». На захист Вежі постали небайдужі вінничани. У листопаді 1974 року Вінницьким міськвиконкомом було ухвалено рішення про реконструкцію біля Вежі скверу з пам’ятниками та похованнями учасників більшовицької окупації міста і Другої світової війни, а також антинацистського Руху Опору у Вінниці. За задумом тодішнього головного архітектора міста Володимира Спусканюка у вежі запланували облаштувати музейний простір. Міська влада запропонувала жителям нові комфортніші квартири з усіма зручностями, але процес переселення тривав понад рік і впродовж цього періоду деякі підприємливі співробітники водоканалу здавали нелегально свої колишні помешкання в аренду. Останній квартирант покинув стіни вежі лише в 1977 році. 

### Реконструкція вежі та відкриття музею

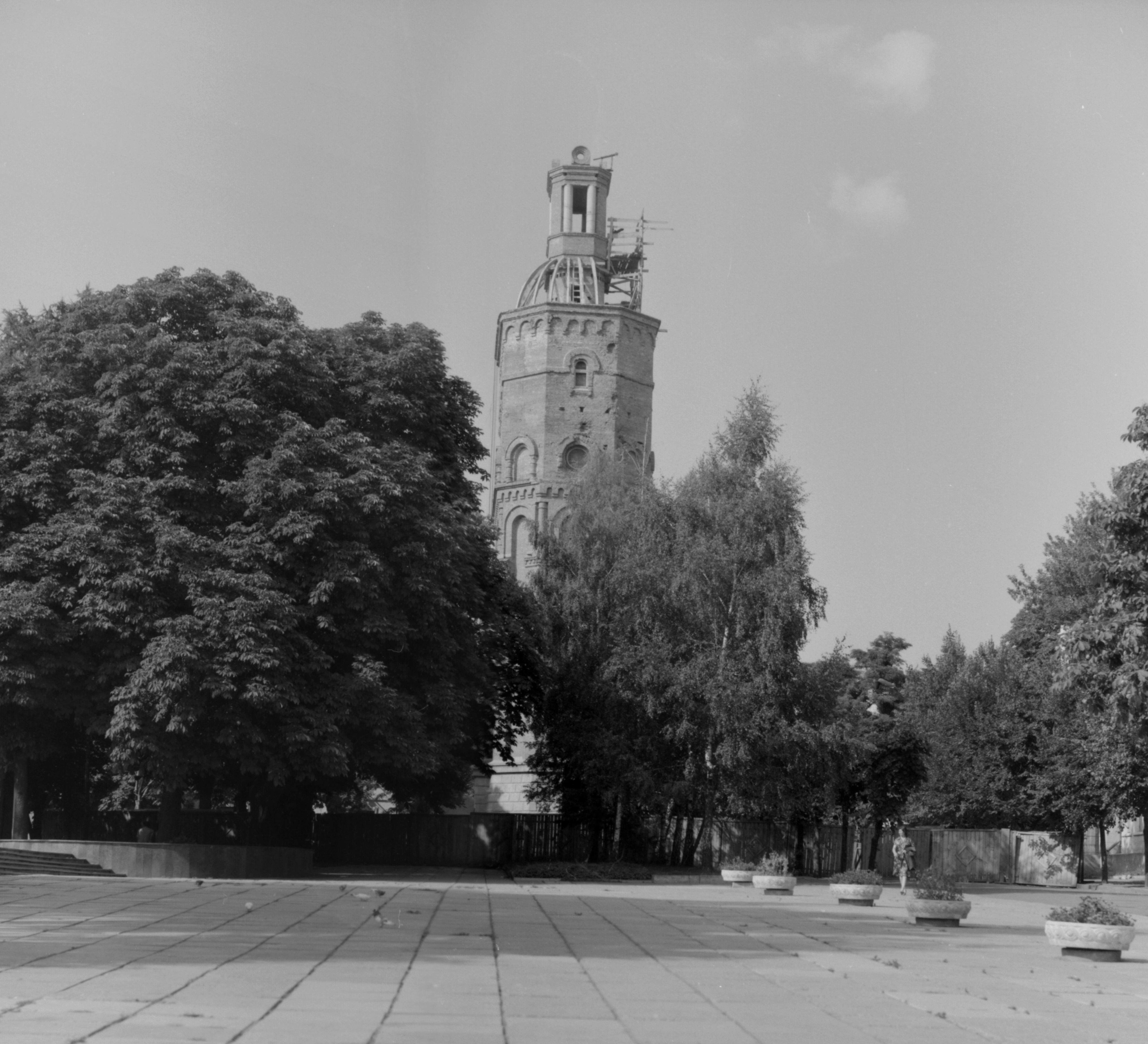
Добудова нового даху і оглядового майданчика вежі. 1983 рік. Фото: Віктор Мойсеєнко

З 1978 року розпочалися проєктні роботи щодо реконструкції та капітального ремонту вежі з її подальшим пристосуванням під музейну експозицію Меморіалу революційної та бойової слави. З цією метою головний архітектор міста Володимир Спусканюк запросив з Донецького управління архітектури Євгена Вікторовича Пантелеймонова, завдяки якому вежа набула сучасного вигляду і стала символом міста. Впродовж 1983 року було добудовано новий оглядовий майданчик, замінено дах, облаштовано кріплення для прапора, завдяки чому висота вежі зросла з 28-ми до 41-го метра. Статус пам'ятки місцевого значення з охоронним номером "4-Вн" вежа отримала 17 лютого 1983 року рішенням виконкому обласної ради народних депутатів № 96 (тоді ж і було створено реєстр архітектурних пам'яток місцевого значення). Були замінені вікна, сходи, підлога, освітлення, проведені опоряджувальні роботи. Розписом внутрішніх стін займався вінницький художник Ігор Іванович Синепольський, ним на стінах 6-го поверху було створено триптих "Місто над Бугом", який і досі доступний для огляду відвідувачами. У вежі також планували облаштувати ліфт, однак із-за проблем із фінансуванням ця ідея не була реалізована. Напередодні 40-ї річниці перемоги над нацизмом 7 травня 1985 року у залах колишньої каланчі був офіційно відкритий Музей меморіалу революційної та бойової слави міста Вінниці, як філія Обласного краєзнавчого музею. Тут вінничанам та гостям міста розповідали про радянських героїв, пояснювали, кому належали масові поховання поруч з вежею. 

### Музей воїнів-афганців

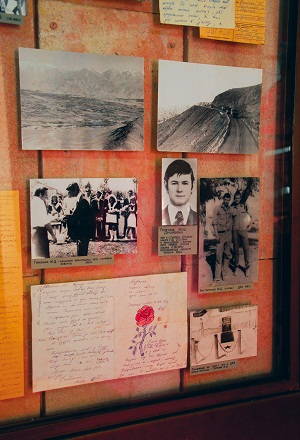
Один із виставкових стендів експозиції Музею воїнів-афганців. 2014 рік. Фото: Надія Добровольська

Після відновлення Незалежності України тема встановлення радянської влади втратила свою актуальність, а тому в 1992 році Музей меморіалу революційної та бойової слави міста Вінниці припинив свою роботу у вежі. Новий філіал Вінницького обласного краєзнавчого музею . Музей пам'яті воїнів Вінниччини, загиблих в Афганістані, було відкрито 15 лютого 1993 року до четвертої річниці завершення афганської війни 1979−1989 років та виведення радянських військ з Республіки Афганістан. Ця війна була трагічною і водночас ганебною сторінкою в історії нашого народу, коли ми пліч-о-пліч з росіянами вторглися на територію іншої незалежної держави і вели там загарбницьку війну. Впродовж війни у складі окупаційного гарнізону на території Афганістану перебувало 3193 уродженці Вінницької області: 182 – отримали поранення, 116 – повернулись інвалідами, 143 – загинули, з них троє безвісти зниклі. Експозиція Музею воїнів-афганців, як його скорочено називали самі вінничани, складалася з п’яти оглядових залів, де були розміщені особисті речі загиблих, включно з їхнім військовим спорядженням та зброєю, книгами афганською мовою, грошима (афгані), фотографіями, листами рідним, що були надіслані з Афганістану, та листами від радянського військового командування зі злочинними наказами .  В день початку російського повномасштабного вторгнення - 24 лютого 2022 року - Музей воїнів-афганців зачинив свої двері, як й інші музеї України. Експонати було евакуйовано до фондосховищ Вінницького обласного краєзнавчого музею.

## Музей Вінниці
Рішенням №1131 Виконавчого комітету Вінницької міської ради 11 червня 2020 року вежу передано на баланс Центру історії Вінниці, а з 1 лютого 2022 року - Музею Вінниці. 21 вересня 2022 року на 1-му поверсі вежі відкрито 1-шу стаціонарну виставку Музею Вінниці «Європейська площа: простір (не)пам’яті». Виставка була присвячена історії Європейської площі - громадського простору у середмісті Вінниці, який в результаті більшовицької окупації перетворився з популярного парку (т. зв. "Бульвару") на поховальну зону. Впродовж року цю виставку відвідало майже 2000 вінничан та гостей міста.
5 жовтня 2023 року на 1-му поверсі вежі колективом Музею Вінниці було відкрито виставку картин "Під покровом Захисників" українського маляра, баталіста та портретиста Артура Орльонова, яку приурочили до Дня Захисників та Захисниць України. 14 грудня 2023 року на 1-му поверсі вежі відбулося офіційне відкриття нової виставки Музею Вінниці під назвою "Вінниця. Україна. Незалежність", яка була приурочена до 32-ї річниці загальнонаціонального референдуму щодо проголошення незалежності України.

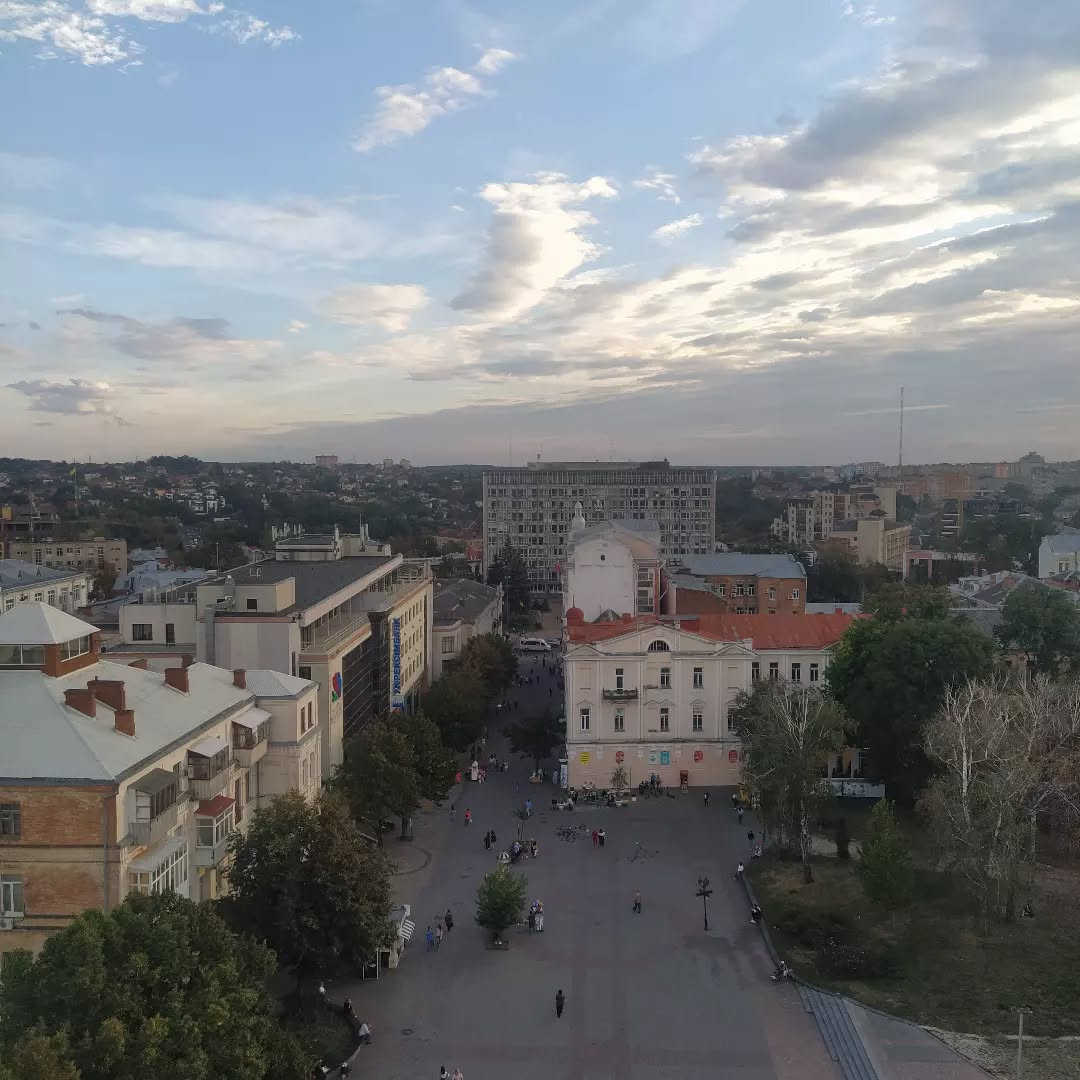
Європейська площа з оглядового майданчика вежі. 25 вересня 2024 року. Фото: Євгеній Сафар'янс

25 вересня 2024 року колектив Музею Вінниці відкрив усю вежу для вінничан та гостей міста. Вперше за багато десятиліть відвідувачі отримали можливість потрапити на оглядовий майданчик й побачити історичне середмістя Вінниці з 30-метрової висоти. Впродовж перших 4-х місяців роботи до оглядового майданчика завітало понад 5000 відвідувачів. Вежа перетворилася на одну з найпопулярніших міських локацій.
Впродовж вересня-жовтня 2024 року  у виставкових залах вежі експонувалися роботи фіналістів VII Всеукраїнського конкурсу в сфері сучасного візуального мистецтва для молодих художників ім. Натана Альтмана. 
31 жовтня 2024 року на 6-му поверсі вежі було офіційно відкрито банерну виставку "Герої наших вулиць", створену ГО "Історична платформа" за підтримки Українського культурного фонду. Виставка присвячена пам'яті Героїв російсько-української війни, на честь яких названі або перейменовані вулиці в українських містах.
1 листопада 2024 року на 2-му поверсі вежі колектив Музею Вінниці у співпраці з 756-ю бригадою охорони державної спецслужби транспорту відкрили виставку світлин "Квіти з війни", автором якої є сапер окремого батальйону розмінування Сергій Статєва. 
19 листопада 2024 року на 3-му, 4-му та 5-му поверхах вежі відкрилася виставка "Зруйнована, але не знищена... Грецька культурна спадщина з фондів Маріупольського краєзнавчого музею", що була створена Грецьким культурним фондом та колективом Маріупольського краєзнавчого музею, і була покликана привернути увагу до трагічних наслідків російської військової агресії.
14 травня 2025 року у стінах вежі стартувала нова виставка "Із висот століть: історичні фото Вінницької Вежі". Це 32 унікальні світлини, які показують, як змінювався головний символ міста за понад століття - від 1911 року і до сьогодні. Серед фотографій рідкісний знімок без годинника, але з люкарною, що показує первісний задум архітектора Григорія Артинова. Вхід вільний з середи по неділю. Виставка працюватиме до кінця 2025 року.